# Murrysville
Murrysville est un borough situé au nord-ouest de la partie centrale du comté de Westmoreland, en Pennsylvanie, aux États-Unis,. En 2010, il comptait une population de 20 079 habitants, estimée au 1er juillet 2020 à 20 273 habitants. Le borough est fondé en 1788.

## Démographie
Lors du recensement de 2010, le borough comptait une population de 20 079 habitants. Elle est estimée, en 2020, à 20 273 habitants.